# Saga de La Fundació
La Saga de La Fundació és una sèrie de llibres de ciència-ficció escrits per Isaac Asimov entre els anys 1951 i 1992. Malgrat que la sèrie original constava de només tres títols, el mateix escriptor va escriure al cap de més de 30 anys altres llibres que completen la història. La saga ha estat reconeguda en diverses ocasions com la millor obra de ciència-ficció de la història i ha guanyat per aquest fet el premi Hugo l'any 1965.

## Les novel·les de La Fundació
Malgrat que es fa difícil definir amb exactitud els límits de la història per la gran varietat de relats i de publicacions generades al voltant de la saga, l'any 1988 el mateix Asimov va suggerir l'ordre que aquests haurien de tenir per obtenir una visió el més àmplia possible de tot aquest univers fantàstic.

### Històries curtes de robots
- Jo, robot (1950)
- The Complete Robot (1982)
- Robot Dreams (1986)
- Robot Visions (1990)
- The Positronic Man (1992)

### Novel·les de Robots
- The Caves of Steel (1954)
- The Naked Sun (1957)
- The Robots of Dawn (1983)
- Robots and Empire (1985)

### Saga de l'Imperi Galàctic
- The Stars, Like Dust (1951)
- The Currents of Space (1952)
- Pebble in the Sky (1950)
- Preludi a la Fundació (1988)
- Cap a la Fundació (1993)

### Trilogia original de La Fundació
- La Fundació (1951)
- Fundació i Imperi (1952)
- La Segona Fundació (1953)

### Recerca de La Terra
- Els límits de la Fundació (1982)
- Fundació i Terra (1986)

## L'argument
En la saga s'aborda i desenvolupa la primera i renyida expansió humana a la Galàxia mitjançant la colonització dels primers mons espacials, la lluita d'aquests amb la Terra pel predomini galàctic, la derrota final dels espacials a mans dels colons terraqüis, la decadència de la Terra (Terra / Saga de la Fundació) com a planeta civilitzat per efecte d'una radioactivitat induïda, la gran diàspora que va significar la fugida de la població humana de la Terra i la seva dispersió per la Galàxia, la colonització de milions de mons per la humanitat, la formació de l'Imperi Trantorià, la seva conversió en Imperi Galàctic i la decadència d'aquest. Paral·lelament a això es narra el desenvolupament de la ciència robòtica i la influència que els robots tenen sobre les societats humanes. Un moment clau i decisiu és la creació del robot R. Daneel Olivaw, personatge mític que abasta amb la seva presència explícita o vetllada tota la Saga. L'Imperi, format originalment per l'expansió dels éssers humans en l'espai exterior (origen del que s'ha perdut la memòria), agrupa milions de planetes de la nostra  Galàxia . La seva decadència succeeix en un futur molt llunyà i el plantejament central és el problema d'evitar el dolor i la destrucció de vides i béns que es produirà amb la desaparició del seu sistema absolutista de govern galàctic. Per minimitzar el dany, ja que la caiguda de l'Imperi és inevitable, es creen dues poderoses organitzacions: una de pública (la Primera Fundació) i una altra secreta (la Segona Fundació). Situades en extrems oposats de la Galàxia, serviran de promotors de la gestació d'un Segon Imperi Galàctic. Les mesures a prendre són les dictades per una fictícia ciència aplicada, la  psicohistoria, que permetran reduir l'inevitable període de caos a només mil anys.
La Saga es tanca amb un enllaç entre el cicle dels robots i el de la Fundació pròpiament dita, mitjançant l'exposició del pla Gaia-Galàxia de Daneel Olivaw, com a resposta a la necessitat de fer front a una hipotètica invasió alienígena. La psicohistòria, pel que sembla, no n'hi ha prou per assegurar el futur de l'espècie humana, sinó que cal anar un pas més enllà, i crear una consciència galàctica que sigui un eficaç escut davant del caos i les entitats alienígenes. No obstant això, Asimov va deixar plantejada una gran contradicció: el pla Gaia-Galàxia contraposat a l'efectiva formació del Segon Imperi Galàctic, testificat aquest últim per la publicació de l'Enciclopèdia Galàctica en el futur del pla dissenyat per Hari Seldon. Asimov no va tenir temps d'explicar la contradicció i han estat altres autors els encarregats d'aventurar una solució. Per exemple, David Brin, a "El triomf de la Fundació", aposta que la Fundació prevaldrà per fi sobre Gaia, sigui mitjançant una transacció, una incorporació o una absorció. Donald Kingsbury a Crisi psicohistórica prescindeix totalment del pla de Daneel i suposa l'efectiva creació del Segon Imperi sota la direcció dels psicohistoriadors de la Segona Fundació.
No es tracta de grolleres històries de monstres verds amb ulls sortits ni de vaquers espacials. Asimov va ser un professional universitari que va escriure també excel·lents llibres de divulgació científica. El rigor científic amb què estan escrits els seus llibres es reflecteix, per exemple en les freqüents cites de la fictícia Enciclopèdia Galàctica, monumental obra que recopila els sabers de tots els habitants de la galàxia. Els següents són curts fragments d'algunes de les informacions que l'enciclopèdia ofereix sobre la psicohistoria:
| « | psicohistoria: ... Gaal Dornick, utilitzant conceptes no matemàtics, ha definit la psicohistoria com la branca de la Matemàtica que estudia les reaccions dels conglomerats humans davant determinats estímuls socials i econòmics ... Implícitament, en totes aquestes definicions es pressuposa que el conglomerat humà que es tracta ha de ser prou gran com per poder admetre un tractament estadístic. La magnitud necessària per a tal conglomerat pot determinar pel Primer Teorema de Seldon que diu ... Una altra condició necessària és que el conglomerat humà no ha de ser conscient d'aquesta anàlisi psicohistórico, amb l'objecte que les reaccions siguin realment autèntiques ... Els fonaments de tota la psicohistoria estan en el desenvolupament de les Funcions de Seldon, que mostren les propietats congruents de forces socials i econòmiques com ara ... | » |

En tots els llibres de la Saga Asimov emfatitza la importància dels factors culturals i exemplifica maneres de promoure els positius i d'eliminar, atenuar o evitar els negatius.

## Personatges
El Mul. Es l'antagonista principal de l'obra i apareixerà per primer cop en la segona part de la trilogia, anomenada Fundació i Imperi. És un mutant que posseeix una gran capacitat mental que li permet manipular les emocions humanes. Mitjançant aquest poder El Mul és capaç de conquerir militarment una gran part de la galàxia i de posar en perill l'estabilitat del pla Seldon, que no va poder preveure la seva existència en tractar-se d'un individu aïllat i que per tant no respon a les lleis bàsiques de la psicohistòria.